# Устшики-Дольне (город)
Устшики-Дольне, Устрики-Долишние  (пол. Ustrzyki Dolne, укр. Устрики-Долішні) — город в Польше, входит в Подкарпатское воеводство, Бещадский повет. Центр повета и одноимённой сельско-городской гмины. Занимает площадь 16,79 км². Население — 9635 человек (на 2013 год).
В 1944—1951 годах город находился в составе СССР. Был центром Нижне-Устрицкого района, Дрогобычской области. В 1951 году по советско-польскому договору город и район были возвращены в состав Польши.
В 1975—1998 годах административно принадлежал к Кросненскому воеводству.
Неподалёку от города находится европейский водораздел. Протекающая через город река Стрвяж, единственная из всех польских рек, которая относится к бассейну Чёрного моря.

## История
Первое упоминание об Устшиках относится к 1502 году, когда король Ян Ольбрахт отдал эти места во владение рыцарю Ивону Янчоновичу, герба Пржестржал, который был родом из Семиградья, за заслуги во время буковинской войны.
Население Устшиков тогда в основном составили крестьяне из русских сёл, а также валахи, ищущие спокойной жизни. Также прибывали поляки, немцы и венгры.
В 1509 году Ивон основал деревню Устрик (место соединения рек), от названия которой позднее род Янчовичей сменил имя на Устрицких. Благодаря удачному месторасположению на перекрёстке важных торговых путей, идущих к Кросно, Самбору и в Венгрию, быстро развивалась торговля.
В 1727 году, по решению короля Августа II Сильного, Устшики получили статус города. Это также было связано с общим наплывом переселенцев, значительную часть из которых составляли еврейские купцы. До разделов город входил в состав Русского воеводства, а в 1772 году перешёл под власть австрийцев. Во время барской конфедерации в районе город находился в районе боёв между конфедератами и русской армией Древица.
В 1846 году жители Устшика приняли активное участие в восстании против оккупантов.
XIX век принёс большие изменения в жизни всей Европы, большая волна этих перемен дошла и до маленького городка над Стрвяжем, принеся его жителям новые возможности. В 1872 году здесь прошла железнодорожная линия из Венгрии к крепости Перемышль. Важнейшим для района было развитие нефтедобывающей промышленности и основание угольных шахт в Бжегах Дольных, Лодыне и Стебнике. В конце XIX века был открыт нефтеперерабатывающий завод. К концу XIX века сильное развитие получила и деревообрабатывающая промышленность.
Во время I мировой войны через окрестности города дважды проходил фронт, а в 1918 году город стал свидетелем боя бронепоезда «Козак» под командованием тогда ещё поручика Станислава Мачека, с отрядом украинской армии.
Украинцы 6 декабря 1918 года атаковали Устшики, чтобы отрезать поляков от обороняющегося Львова. На защиту города поспешил эскадрон кавалерии, прибывший из Кракова (60 сабель), который, атакуя в направлении на Рувне, разбил у перекрёстка дорог в Хощовчике украинский отряд, взяв 38 пленных. 12 декабря 1918 года через Устшики прошёл отряд под командованием полковника Минкевича (2 тыс. пехоты, 10 орудий и бронепоезд «Козак»), развивающий наступление на помощь Львову.
В межвоенное двадцатилетие в Устшиках действовала планерная школа и один из крупнейших в Европе планерных клубов.
Дальнейшие времена не были благосклонны к поселению над Стрвяжем. Во время Сентябрьской войны город от наступающих немцев обороняла 3-я горно-стрелковая бригада полковника Яна Котовича, входящая в состав оперативной группы бриг.-ген. Казимира Орлик-Луковского. 10—11 сентября отступающая 3-я бригада вела бои под самим городом. 12 сентября Устшики-Дольне были заняты немцами, сразу начавшими аресты и облавы. 28 сентября, ещё до окончания военных действий, город был оставлен Вермахтом.
29 сентября 1939 года в Устшики-Дольне вошли подразделения Украинского фронта Красной Армии. Город попал на территории отошедшие к СССР. C 14 ноября 1939 года в составе Украинской Советской Социалистической Республики Союза Советских Социалистических Республик. С 4 декабря 1939 года вошёл в состав Дрогобычской области (Указ Президиума Верховного совета СССР от 4 декабря 1939 года). 17 января 1940 года стал центром Устрико-Дольновского района Дрогобычской области (Указ Президиума Верховного совета СССР от 17 января 1940 года). Официальным языком был объявлен украинский. 22 июня 1941 года войска Германии и её союзников напали на СССР, началась Великая Отечественная война 1941—1945 годов советского народа против захватчиков. 29 июня 1941 года был занят частями словацкой «Быстрой дивизии». Во время войны в районе города действовали партизанские отряды АК под командованием Болеслава Рудзинского. Также существовали отряды Батальонов Хлопских и самообороны. В течение двух первых лет оккупации немцы уничтожили всё еврейское и цыганское население города. Также потери были и во время польско-украинского конфликта. Во время оккупации город был лишён городских прав.
18 сентября 1944 года город был освобождён частями Красной Армии.

Оперативная сводка за 18 сентября.
В течение 18 сентября западнее города ИЕЛГАВА (МИТАВА) наши войска успешно отбивали атаки пехоты и танков противника.
Южнее и юго-восточнее города САНОК наши войска с боями продвигались вперёд и овладели районным центром Дрогобычской области городом и железнодорожной станцией УСТРИКИ ДОЛЬНЫЕ, а также заняли более 30 других населённых пунктов и среди них НАДОЛЯНЫ, НОВОТАНЕЦ, БУКОВСКО, КАРЛИКУВ, КУЛАШНЕ, МЫЧКОВЦЫ, БУБРКА, ЛОБОЗЕВ, УСТЯНОВА.
На других участках фронта — бои местного значения и поиски разведчиков.— Сообщение Совинформбюро
Сразу же начались аресты среди польских партизан и высылка в Сибирь. После войны город находился в составе СССР. В июне 1946 года из населённых пунктов района были выселены лица польской национальности, отправленные товарными вагонами в Польшу. В 1951 году по советско-польскому договору город и район были возвращены в состав Польши. Эти изменения границ были связаны с переселениями людей, живших на этих землях, по национальному признаку. В город прибыли переселенцы из района Сокаля. На вновь присоединённой территории создан повет с центром в Устшиках. Город стал центром гмины и повета, созданных на основании решения Совета министров ПНР от 12 декабря 1951 года. К концу 1951 года в городе жило уже более 1000 переселенцев.
В городе существовала большая проблема с рабочими местами, противодействовавшая развитию города. В 1972 году Гос. Совет принял решение о строительстве на территории бывшего планерного клуба деревообрабатывающего предприятия, первая продукция которого вышла в 1977 году. Это способствовало также развитию всех инженерных сетей района. Был построен водопровод и значительно улучшена дорожная сеть.
Начался наплыв переселенцев из других районов Польши. Сооружён новый жилой район PCK. В 1978 году город насчитывал уже около 6 тысяч жителей.

## История евреев Устерика[11]

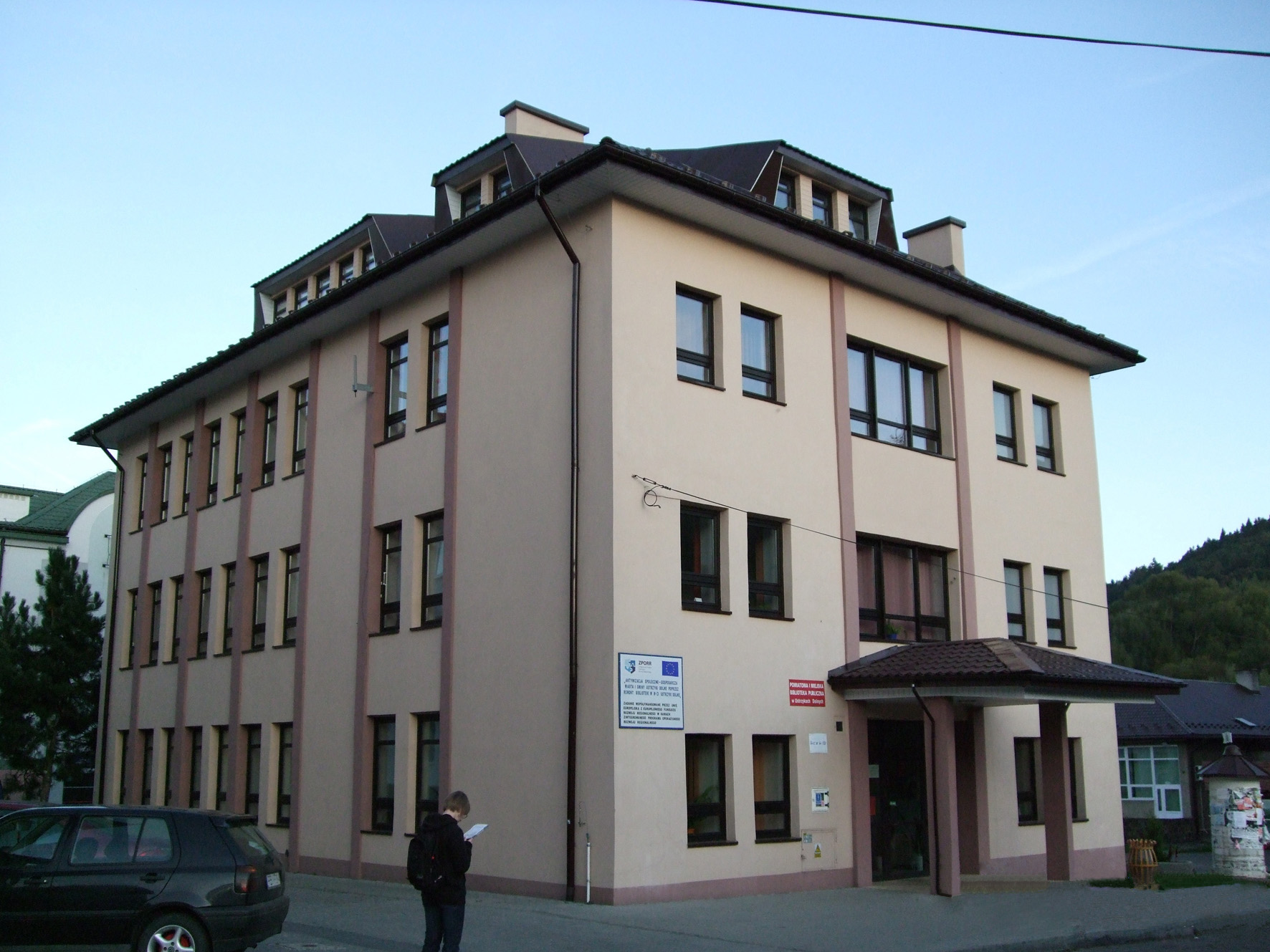
Городская публичная библиотека — ранее синагога

Евреи жили тут уже в начале XVII века. В 1765 году в Устерике проживало 162 еврея, в том числе 70 взрослых. Имелся раввин. В 1777 году был создан кагал.
В 1785 году в Устерике жило 190 евреев, а в 1825 году уже 244. В эти годы появилась отдельная община, в которой функции раввинов исполняли члены семьи Бровер. В 1870 году устерикская община насчитывала 926 человек, владела синагогой, кладбищем и школой, в которой училось 30 учащихся. Кагал нанимал двух раввинов. В 80-х годах XIX века евреи уже составляли подавляющее большинство жителей города. При общей численности населения в 1824 человека евреев насчитывалось 1146. В 1893 году создано кредитное товарищество, председателем которого стал Миллингер. К 1900 году численность общины выросла до 3383 человек, причём в самом городе было 2091 евреев, что составляло 61,1 % всего населения. Тогда же правление общины содержало 5 религиозных школ.
В конце XIX — начале XX веков, в течение нескольких лет, пост бургомистра города занимал еврей Моисей Френкель (его внук, Зигмунт Френкель (1929—1997), был писателем, автором стихов и рассказов, которые были неоднократно опубликованы в США и Израиле). В 1910 году из 18 членов городского совета, 10 были евреями: Моисей Френкель, Лейб Беер, Давид Родх, Шулик Зупник, Маркус Зингер, Кива Гампель, Израиль Витман, Сендер Шейндбах, Исаак Герц и Самуил Шимель.
Перед началом Первой мировой войны в Устшиках-Дольных жило 2600 евреев. После окончания военных действий численность еврейского населения немного уменьшилась. В 1921 году в самом городе насчитывалось 1768 евреев.
В межвоенное двадцатилетие евреи доминировали в торговле, ремесленничестве и нефтедобывающей промышленности. К цеху ремесленников вместе принадлежали поляки, украинцы и евреи. Кроме того, в городе действовало отдельное Товарищество еврейских рукодельников «Яд Харузим», председателем которого был Зигмунт Грюнтхаут. Также действовали касса взаимопомощи «Гемилут Хесед», товарищество помощи еврейским сиротам и товарищество добропорядочности.
В городе, помимо старой синагоги, действовали два Бейт-Мидраша, старый и новый, а также дома молитвы хасидов, сторонников садогорских и белжецских цадиков и синагога товарищества «Яд Харузим».
Во время Сентябрьской войны в городе остановилось несколько сот еврейских беженцев из оккупированной немцами части Польши. Когда Устшики-Дольны были заняты частями Красной Армии, ряд евреев города приветствовали их с большим энтузиазмом. После занятия в июне 1941 города немцами евреи попали во всю глубину гитлеровского бесправия. Страхом евреев Устерика был гестаповец Иоганн Беккер.
В мае 1942 все евреи, которым исполнилось 65 лет, получили указание явиться в Юденрат, одетыми в праздничные одежды. Несколько дней до этого Беккер ходил по домам и переписывал всех стариков. Людей закрыли в тюрьме, а тем, кому не хватило там места, приказали спуститься в подвал. Ночью их вывели на пустырь перед Юденратом и расстреляли. Перед расстрелом людям приказали раздеться. Всего было убито примерно 50 человек. Первыми расстреляли известнейших в городке людей. Гитлеровцы поручили группе евреев во главе с Давидом Германом похоронить ещё тёплые тела на еврейском кладбище.
Остальные 350 человек были расстреляны во дворе тюрьмы и похоронены в братской могиле за её стенами. Тех, кого не успели расстрелять ночью, вывезли в лес у деревни Бжеги Дольне и там убили. Калеки и немощные старики, не могущие дойти до гестапо, были расстреляны прямо в домах. Составление точного списка убитых практически невозможно. Есть информация о проведении двух экзекуций, жертвами которых стали соответственно 430 и 580 евреев.
Оставшихся в живых евреев города вывезли в лагерь в Заславле, откуда они были посланы в лагеря уничтожения Белжец и Собибор. 6 сентября 1942 года большая часть устерикских евреев отправлена в Белжец, в составе транспорта, насчитывающего 4500 евреев. Во время восстания в Собиборе в числе спасшихся была еврейка из Устшик-Дольных, Саломея Лейнер.
Последние экзекуции евреев Устшик были в 1943 году. В январе 1943 было расстреляно 24 человека, сбежавших из транспорта в Белжец. Перед расстрелом их заставили выкопать себе могилу в замерзшей земле. В июле, на территории еврейского кладбища, были убиты ещё несколько десятков людей.

## Достопримечательности Устшик-Дольных

### Церковь св. Михаила Архангела
Церковь св. Михаила Архангела — грекокатолический храм в Устшиках-Дольных. Была построена и освящена в 1847 году. Вероятнее всего, при ремонте в 1937 году, кровля церкви была покрыта жестью, а над нефом был возведён псевдо-купол. Как церковь использовалась до 1951 года. Затем два года служила в качестве католического костёла. Затем, до 1980 года, здание использовалось как склад. В этот период сооружение сильно обветшало. В 1980 году отдана католикам, которые провели в 1985 году ремонт здания. 18 декабря того же года, по решению пшемысльского епископа Игнация Токарчука, была возвращена греко-католикам. В 2002 году проведён ремонт здания.
При церкви есть каменная колокольня, построенная, по-видимому, в 1847 году. Оригинальные колокола вывезены в 1951 году в церковь в Ствяжике, откуда исчезли при невыясненных обстоятельствах. Висящие на колокольне сегодня колокола, привезены, по-видимому, из церкви в Дзвиняче Дольном.
При церкви находится кладбище, лишённое памятников. На нём стоит дубовый крест, установленный в 1938 году, в честь 950-летия крещения Руси.

### Святыня Богоматери Рудецкой, Королевы Бещад в Ясене
Самый старый в городе приход. Основан в 1667 году. Находится в устшицком районе Ясень. Костёл был построен в стиле барокко в 1743 году.
Сама святыня создана в 1968 году, в честь перенесения в этот костёл чудотворного образа Богоматери Рудецкой. Перенесением руководили ксёндз Кароль Войтыла и архиепископ Игнаций Токарчук.
Чудотворный образ представляет собой икону византийской школы, неизвестного автора, конца XV — начала XVI веков. Происходит из Железницы на Подолии, где икона получила большую известность. Среди прочих, перед ней молились короли Ян Казимир, Михаил Корибут Вишневецкий и Ян III Собеский. В святыне хранятся облачения иконы, вышитые золотом и серебром, и подаренные иконе Марысенькой Собеской, а также золотая чаша, преподнесённая семьёй Фредеров, тайно вывезенная из Подолии выселяемыми поляками.

### Природоведческий музейБещадского Национального Парка
Решение об открытии музея природы Бещад было принято в 1968 году, но открытие музея наступило только в 1986. В 1991 году музей был включён в структуру национального парка.
Экспозиция представляет историю и природу Бещадского региона во всех её аспектах (поселения, сакральные объекты, поместья, дворцы, палеонтология из раскопок в Бещадах, геология региона, флора и фауна).
Находится в Устшиках-Дольных, по адресу ул. Бельская № 7.

### Еврейское кладбище
Кладбище располагается между рекой Стрвяж и железнодорожной линией № 108. Занимает площадь 0.8 га. Было создано в XVIII веке, но сохранившиеся мацевы относятся к XIX—XX векам. Есть информация, что во время Первой мировой войны на кладбище проводились захоронения воинов-евреев обеих воюющих сторон.
Во время Второй мировой войны немцы использовали мацевы с кладбища для строительства дорог. Они были обнаружены в 1993—1995 годах и возвращены на кладбище.
Во время вхождения района в СССР на кладбище захоронены тела жертв немецких акций из братской могилы в Бжегах Дольных.
В данный момент на кладбище находятся не менее 287 мацев. Из них 237 описаны. С 2006 года кладбище находится под патронажем Гимназии № 1. Ученики проводят работы на территории в рамках проекта фонда Батория «Толерантность — Что то общее, что-то различное.»

### Музей мельничного дела
Открыт в июле 2010 года в помещении старой мельницы, действовавшей с 1925 года. Сразу же завоевал популярность. В музее представлена история мельничного дела и показан процесс помола зерна.

### Синагога
Синагога находится на улице Рынок № 5. Была построена в первой половине XIX века. Во время Второй мировой войны была осквернена немцами. После окончания войны помещение использовалось как склад. В 1960-х годах перестроена для нужд городской библиотеки. Сохранилась в первозданном виде только восточная стена синагоги.
Кроме этой, до войны в Устшиках-Дольных были два бейт-мидраша — старый и новый, два молитвенных дома хасидов — белжецских и садогорских, синагога членов организации «Яд Харузим» и миньян местного цадика Иосифа Мошковича.

### Другие достопримечательности
- Каменная приходская церковь Успения Богоматери — построена в 1874 году. В 1952—85 годах использовалась как склад. Сейчас греко-католическая церковь.
- На улице 29 ноября, ведущей с Главной площади к вокзалу, памятник с именами пограничников, погибших в 1945—47 годах.
- Неподалёку от отеля «Лаворта», на север от него, видны остатки земляных фортификаций, когда-то окружавших поместье Устишских. На них растут старые дубы. Большинство фортификаций были разрушены при строительстве отеля.
- Старое здание железнодорожной станции, построенное в 1870 году[22].

## Спорт
Устшики-Дольны имеют развитую инфраструктуру для занятий горнолыжным спортом и туризмом. Город считается зимней горнолыжной столицей воеводства.
На расстоянии нескольких километров от центра города находятся две горнолыжные станции — «Громаджин» и «Лаворта», подъемники на горе Малы Круль и беговые трассы на горе Жукув, длиной около 10 км.
Через Устшики-Дольне проходит туристическая трасса № 3 «Дороги деревянной архитектуры», часть которой включена в список ЮНЕСКО в 2003 году.
В городе есть футбольный клуб «Бещады» (пол. KS Bieszczady). Основана в 1952 году. Цвета клуба бело-зелёные. Играет в Окружной лиге.
Также действуют спортивные клубы:
- «Галич» (пол. MKS Halicz) — лёгкая атлетика и лыжный спорт. Представитель клуба занял в 2009 году 3-е место на Чемпионате мира по лыжам[26];
- «Лаворта» (пол. UKN Laworta) — горнолыжный спорт;
- «Орлик» (пол. UKS Orlik) — баскетбол и волейбол;